# Copăceni (Ilfov)
Pour les articles homonymes, voir Copăceni.
Copăceni est une commune du județ d'Ilfov en Roumanie.